# Ila (peuple)
Pour les articles homonymes, voir Ila.
Les Ila sont une population bantoue d'Afrique australe vivant au sud de la Zambie, dans la vallée de la Kafue. Ils sont proches des Tonga.

## Ethnonymie
Selon les sources et le contexte, on observe différentes formes : Baila, Ba-Ila, Bashukulompo, Ilas, Mashukolumbwe, Shukulumbwe, Sukulumbwe.

## Langue
Leur langue est l'ila, une langue bantoue dont le nombre de locuteurs était estimé à 71 200 en 2006 .